# National Socialist Movement
Mișcarea Național Socialistă  (în engleză National Socialist Movement) este un partid politic american neonazist, cu sediul în Detroit. Partidul a fost înființat  în 1974, de Robert Brannen și Clifford Herrington. Partidul se opune imigrației ilegale, evreilor, musulmanilor, negrilor și homosexualilor.
Membrii Mișcării Național Socialiste publică literatură, organizează proteste și mitinguri, precum și arderea în public a cărților. Una dintre acțiunile organizate de grup împotriva criminalității din orașul american Toledo, Ohio în 2005, a dus la o revoltă din partea negrilor care locuiau în cartierele orașului.